# Pentatló (aire lliure)
El Pentatló atlètic fou una competició combinada de proves atlètiques realitzades per un mateix atleta en dos dies diferents. Es va disputar en el programa dels Jocs Olímpics d'Estiu tant en categoria masculina com en la femenina, tot i que en dos moments ben separats en els temps i amb proves distintes.

## Categoria masculina
En els Jocs Intercalats del 1906 es va disputar per primer cop en la modernitat una prova esportiva anomenada Pentatló. Era una clara commemoració del Pentatló antic, on es reproduïren les mateixes proves:
- Cursa de velocitat (una volta a l'estadi)
- Salt de llargada (aturat)
- Llançament de disc (estil antic)
- Llançament de javelina
- Lluita grecoromana

Després d'una edició absència, el Pentatló va ser modernitzat i afegit al programa de l'atletisme per als Jocs d'Estocolm 1912:
- 200 metres llisos
- 1.500 metres llisos
- Salt de llargada
- Llançament de javelina
- Llançament de disc

Jim Thorpe va ser el primer campió i el que va aconseguir dominar aquesta competició amb més rotunditat, però se li va retirar les medalles d'or del Pentatló i el Decatló per una acusació de profesionalisme. El 1982 li foren tornades, pel que l'edició de 1912 comta amb dos campions.

### Campions olímpics
| Jocs     | Any  | Atleta        | Comitè       |
| -------- | ---- | ------------- | ------------ |
| Estocolm | 1912 | Jim Thorpe    | Estats Units |
| Estocolm | 1912 | Ferdinand Bie | Noruega      |
| Anvers   | 1920 | Eero Lehtonen | Finlàndia    |
| París    | 1924 | Eero Lehtonen | Finlàndia    |

## Categoria femenina
La competició de pentatló femení mostra unes sensibles diferències amb la masculina en les proves que la componen. Fou introduïda en el programa olímpic el 1964, quaranta anys després que es llevara la amsculina. Aquest, en estricte ordre, era el calendari:
El primer dia:
- 80 metres tanques (des de 1976 100 metres tanques)
- Llançament de pes
- Salt d'alçada

El segon dia:
- Salt de llargada
- 200 metres llisos (des de 1976 800 metres llisos)

A partir de 1984 va deixar de practicar-se en afegir les proves de 200 metres llisos i llançament de javelina per tal de donar lloc a l'Heptatló. Una nova competició de Pentatló en pista coberta es disputa des de 1995 als Campionats del Món, substituint els 100 metres tanques pels 80.

### Campiones olímpiques
| Jocs            | Any  | Atleta            | Comitè         | Punts |
| --------------- | ---- | ----------------- | -------------- | ----- |
| Tòquio          | 1964 | Irina Press       | Unió Soviètica | 5.246 |
| Ciutat de Mèxic | 1968 | Ingrid Becker     | RDA            | 5.098 |
| Munich          | 1972 | Mary Peters       | Regne Unit     | 4.801 |
| Mont-real       | 1976 | Siegrun Siegl     | RDA            | 4.745 |
| Moscou          | 1980 | Nadejda Tkatxenko | Unió Soviètica | 5.083 |